# Дженовезе, Алфред
Алфред Дженовезе (англ. Alfred Genovese; 25 апреля 1931, Ньютон, Массачусетс — 11 марта 2011, Филадельфия) — американский гобоист.
Окончил Кёртисовский институт музыки под руководством Марселя Табюто. В 1953 г. дебютировал в составе Балтиморского симфонического оркестра, в 1956—1959 гг. играл в Сент-Луисском симфоническом оркестре, затем провёл один сезон в Кливлендском оркестре под руководством Джорджа Селла. Основную известность Дженовезе принесла работа в качестве первого гобоя оркестра Метрополитен-опера в 1960—1979 гг. и Бостонского симфонического оркестра в 1977—1998 гг.
Алфреду Дженовезе принадлежит ряд записей, преимущественно камерной музыки, от Иоганна Себастьяна Баха до Жака Ибера. Среди его партнёров по записям были, в частности, Питер Серкин и Роберт Спано (как пианист).
Дженовезе преподавал в Консерватории Новой Англии и музыкальной школе Марлборо.